# Graziano Battistini (futbolista)
Graziano Battistini (Monza, 30 de septiembre de 1970) es un exfutbolista italiano que se desempeñaba de arquero.

## Trayectoria
| Club        | Partidos(G) | Año        |
| ----------- | ----------- | ---------- |
| Seregno     | 32(0)       | 1989-1990  |
| Udinese     | 0(0)        | 1990-1991  |
| SPAL        | 0(0)        | 1991-1992  |
| Alessandria | 25(0)       | 1992- 1993 |
| Udinese     | 99(0)       | 1993-1997  |
| Verona      | 76(0)       | 1997-2000  |
| Treviso     | 26(0)       | 2000-2001  |
| Bari        | 65(0)       | 2001-2005  |
| Casale      | 22(0)       | 2005-2006  |

- Datos: Q590048